# Kim Tong-song
Kim Tong-song (hangul: 김동성, hanča: 金東聖, v anglickém přepise: Kim Dong-sung; * 9. února 1980, Soul) je bývalý jihokorejský závodník v short tracku. Je držitelem dvou olympijských medailí. Obě získal na hrách v Naganu roku 1998: zlato v závodě na 1000 metrů a stříbro ve štafetě na 5000 metrů. Je rovněž dvojnásobným celkovým mistrem světa z let 1997 a 2002, přičemž z jednotlivých závodů na světovém šampionátu má dalších devět zlatých. Dvakrát se stal celkovým vítězem světového poháru (1999–2000, 2001–02). Závodní kariéru ukončil roku 2005 kvůli chronickým zdravotním problémům s koleny.
Poté odešel do Spojených států, kde začal trénovat. V roce 2011 nicméně vypukl skandál, když deník The Washington Post publikoval svědectví šesti bruslařů, že je Kim týral nebo viděli, jak uděluje tělesné tresty jiným bruslařům. Americká asociace U.S. Speedskating Kima začala vyšetřoval a správní rada dospěla k závěru, že nemá dostatek důkazů, aby podnikla právní kroky. Kim prostřednictvím místních médií důrazně popřel, že by udeřil nebo zneužil kteréhokoli bruslaře. Navzdory nedostatku konkrétních důkazů však U.S. Speedskating následně pozastavil jeho trenérské pověření a členství. To mu bylo obnovena v srpnu 2011, když Maryland Child Protective Services odmítl obvinění, která vnesl U.S. Speedskating. Řada vyčerpávajících konfrontací a nepříznivých zpráv místních médií ho však nakonec přiměla se v listopadu 2011 vrátit do Jižní Koreje. US Speedskating pokračoval ve vyšetřování a uštědřil Kimovi doživotní zákaz. Americká arbitrážní asociace tento trest snížila na šest let v květnu 2012. Jeho případ je součástí širšího problému systematické šikany a zneužívání v jihokorejském short tracku, na něž stále více upozorňují média.
V současné době působí jako komentátor pro jihokorejskou veřejnoprávní televizi KBS.